# Anita Moen
Anita Moen (Elverum, 31 agosto 1967) è un'ex fondista norvegese, vincitrice di varie medaglie olimpiche e iridate.
È moglie di Giachem Guidon, a sua volta fondista di alto livello.

## Biografia
In Coppa del Mondo ottenne il primo risultato di rilievo il 10 gennaio 1987 a Calgary (13ª), il primo podio il 28 gennaio 1995 a Lahti (2ª) e la prima vittoria l'8 dicembre 1996 a Davos.
In carriera prese parte a tre edizioni dei Giochi olimpici invernali, Lillehammer 1994 (4ª nella 5 km, 10ª nella 15 km, 10ª nella 30 km, 8ª nell'inseguimento, 2ª nella staffetta), Nagano 1998 (7ª nella 5 km, 3ª nella 15 km, 8ª nell'inseguimento, 2ª nella staffetta) e Salt Lake City 2002 (9ª nella 10 km, 4ª nella 30 km, 3ª nella sprint, 2ª nella staffetta), e a sei dei Campionati mondiali, vincendo quattro medaglie.

## Palmarès

### Olimpiadi
- 5 medaglie:
  - 3 argenti (staffetta[2] a Lillehammer 1994; staffetta a Nagano 1998; staffetta a Salt Lake City 2002)
  - 2 bronzi (15 km a Nagano 1998; sprint a Salt Lake City 2002)

### Mondiali
- 4 medaglie:
  - 3 argenti (staffetta[2] a Thunder Bay 1995; staffetta a Lahti 2001; staffetta a Val di Fiemme 2003)
  - 1 bronzo (staffetta[2] a Falun 1993)

### Coppa del Mondo
- Miglior piazzamento in classifica generale: 4ª nel 1998
- 34 podi (20 individuali, 14 a squadre[3])[4]:
  - 7 vittorie (3 individuali, 4 a squadre)
  - 16 secondi posti (7 individuali, 9 a squadre)
  - 11 terzi posti (10 individuali, 1 a squadre)

#### Coppa del Mondo - vittorie
| Data             | Località    | Nazione  | Spec.                                                          |
| ---------------- | ----------- | -------- | -------------------------------------------------------------- |
| 8 dicembre 1996  | Davos       | Svizzera | 4x5 km (con Bente Skari, Marit Mikkelsplass e Trude Dybendahl) |
| 10 dicembre 1998 | Milano      | Italia   | SP TL                                                          |
| 8 dicembre 1999  | Asiago      | Italia   | TS TL (con Bente Skari)                                        |
| 29 dicembre 2001 | Salisburgo  | Austria  | SP TC                                                          |
| 23 marzo 2002    | Lillehammer | Norvegia | 58 km TC MS                                                    |
| 24 novembre 2002 | Kiruna      | Svezia   | 4x5 km (con Bente Skari, Maj Helen Sorkmo e Vibeke Skofterud)  |
| 26 gennaio 2003  | Oberhof     | Germania | TS TL (con Hilde Gjermundshaug Pedersen)                       |

Legenda:

TC = tecnica classica

TL = tecnica libera

SP = sprint

TS = sprint a squadre

MS = partenza in linea